# Chlév

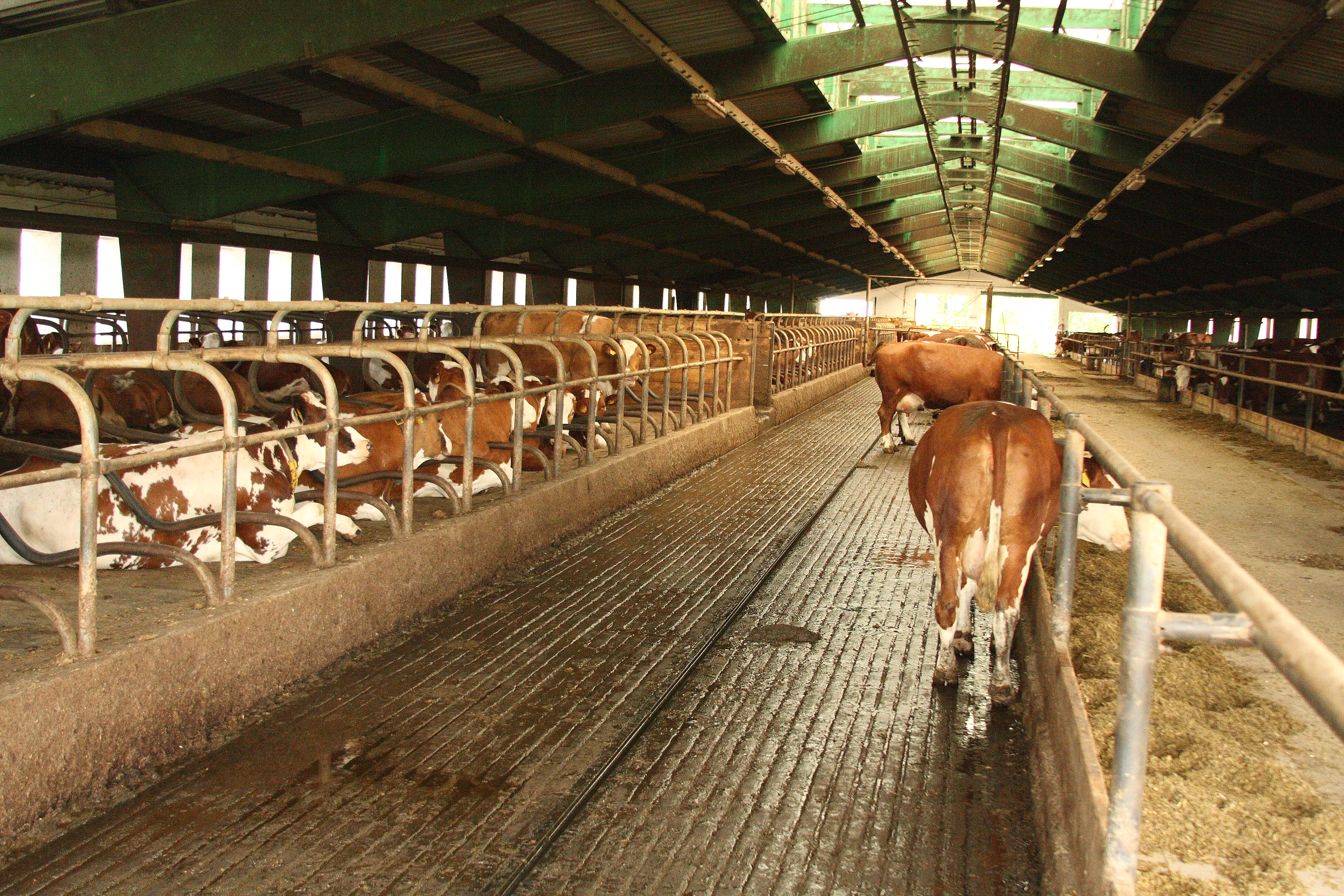
Kravský chlév

Chlév, chlívek (stáj či ustájení)[zdroj?] je prostor nebo budova poskytující zvířatům ochranu proti povětrnostním vlivům a přiměřené pohodlí. Usnadňuje dozor a umožňuje účelné krmení a ošetření stájových zvířat.

## Dělení dle druhu ustájených zvířat
- vepřín, vepřinec, prasečinec
- kravín
- konírna, respektive maštal
- ovčín
- drůbežárna, kurník, husník

## Podle účelu
- velkovýkrmna
- teletník
- jalovinec
- dojník
- hřebčinec
- hříbárna
- krmník